# Appalachia (Wirginia)
Appalachia – miasto w Stanach Zjednoczonych, w stanie Wirginia, w hrabstwie Wise.